# Deportivo Paraguayo
Der Club Atlético Deportivo Paraguayo, kurz Deportivo Paraguayo genannt, ist ein Fußballclub aus Buenos Aires, der am 15. August 1961 gegründet wurde. Im Augenblick besitzt der Verein kein eigenes Fußballstadion und nutzt deswegen das Stadion des Club Social y Deportivo Liniers  aus San Justo.

## Geschichte
Gegründet wurde der Verein 1961 und siedelte sich Mitte der 1980er im Stadtteil Constitución an. Der Verein hatte seinen Schwerpunkt zunächst im Fußballsport, ab Mitte der 1980er Jahre veränderte er sich unter dem Einfluss von Immigranten und bietet seitdem auch andere Sportarten an.
Im Laufe der Vereinsgeschichte ging es immer bergauf und bergab. Der größte Erfolg wurde in der Saison 1991/92 verbucht, als hauptsächlich durch "Ciego" ("Der Blinde") García der Aufstieg in die Primera C gelang. Paradoxerweise war es dieser Spieler, der später ein Gerichtsverfahren gegen seinen Verein einleitete, den Deportivo immer noch versucht abzubezahlen. 
Einer der größten Spieler des Vereins ist Julio César Dely Valdés, der später in Cagliari, Paris, Oviedo und Málaga spielte und viele Erfolge feierte. Ein anderer großer Spieler ist der momentane Linksaußen aus Banfield, Cristian Tavio, geborener Argentinier, Sohn paraguayischer Eltern.

## Erfolge

### Titel
Primera D: 1991/1992

## Bekannte Spieler
- Julio César Dely Valdés
- Cristian Tavio